# Горшкова, Полина Петровна
Полина Петровна Горшкова (род. 22 ноября 1989 года, Тольятти) — российская гандболистка в позиции левого крайнего. Трёхкратная чемпионка России (2008, 2021, 2023). Чемпионка летней Универсиады 2015 года. Серебряный призер Олимпийских игр-2020 в составе сборной России. Заслуженный мастер спорта России (2021).

## Биография
Родилась в Тольятти. Занятия гандболом начала в десятилетнем возрасте в родном городе. Занималась в СДЮСШОР № 2, первые тренеры — Нина Борисовна Бойко и Александр Николаевич Хомутов. На протяжении трёх лет (2004, 2005, 2006) её команда среди девушек 1989 года рождения становилась победительницей Первенства России.  
В составе тольяттинской «Лады» в 2007 году стала финалисткой Кубка России, в сезоне 2007/2008 годов она стала чемпионкой России, завоевав «золото» Суперлиги.
Как игрок «Лады» ещё семь раз становилась призёром чемпионата России: серебряные медали в 2014, 2015, 2017 и 2019 годах и бронзовые медали в 2011, 2012 и 2016 годах. Также за эти годы три раза играла в финале Кубка России и трижды выигрывала бронзовые медали.
На европейской арене, будучи игроком «Лады», она дважды побеждала в Кубке ЕГФ.
С лета 2019 года Горшкова — игрок ЦСКА. В сезонах 2020/21 и 2022/2023 стала чемпионкой России.
В 2012 году завершила обучение в Тольяттинском государственном университете. Воспитывает дочь Софию.

## Карьера в сборной
Летом 2015 года Полина в составе гандбольной студенческой сборной России завоевала «золото» XXVIII Всемирной летней Универсиады в Корее.
В 2016 году принимала участие в олимпийском квалификационном турнире, который состоялся в Астрахани, Сборная России стала победителем и завоевала путёвку на триумфальную Олимпиаду в Рио-де-Жанейро. Приглашение на саму Олимпиаду не получила.     
В 2021 году в составе сборной России, выступавшей под флагом Олимпийского комитета России, завоевала серебряную медаль Олимпийских игр-2020 в Токио.

## Достижения
Национальные
- Чемпионка России: 2008, 2021, 2023
- Серебряный призёр Чемпионата России:  2014, 2015, 2017, 2018, 2022
- Бронзовый призёр Чемпионата России: 2009, 2011, 2012, 2016, 2020
- Обладатель Кубка России: 2006, 2022, 2023
- Финалист Кубка России: 2007, 2009, 2015, 2019, 2020
- Обладатель Суперкубка России: 2022
- 2-кратный финалист Суперкубка России: 2015, 2019, 2020, 2021

Международные
- Финалист Кубка обладателей кубков европейских стран: 2016
- 2-кратный обладатель Кубка ЕГФ: 2012, 2014

## Награды
- Медаль ордена «За заслуги перед Отечеством» I степени (11 августа 2021 года) — за большой вклад в развитие отечественного спорта, высокие спортивные достижения, волю к победе, стойкость и целеустремленность, проявленные на Играх XXXII Олимпиады 2020 года в городе Токио (Япония)[8].